# ألين ليندن
ألين ليندن هو قاضي كندي، ولد في 7 أكتوبر 1934 في تورونتو في كندا، وتوفي بنفس المكان في 23 أغسطس 2017.